# Violences
Pour les articles homonymes, voir Violence (homonymie).
Violences est un roman de Pierre Molaine publié en décembre 1944 aux éditions Corrêa.

## Genèse de l'œuvre
Le premier tirage de ce roman, écrit en 1942 et publié en 1943, a été détruit (ainsi que les plombs de fabrication) par les Allemands dès sa parution. Il a fallu attendre décembre 1944 pour qu'une nouvelle et définitive publication voie le jour. Violences a, en outre, été publié en feuilleton par le journal Combat à partir du 11 décembre 1951.
Le manuscrit original de Violences se trouve dans le Fonds Pierre-Molaine de la bibliothèque municipale de Lyon.
Edmond Buchet note dans son journal Les Auteurs de ma vie (1969) les ennuis que lui a valus la publication de Violences, dont il a soumis le manuscrit à la censure française mais non à la Propagandastaffel (Propaganda Abteilung Frankreich). Les services de la Gestapo saisirent brutalement les 10 000 exemplaires tirés pour les détruire sans aucune indemnité et se rendirent aussi chez l'imprimeur pour y détruire les plombs.
Violences a été proposé pour le Goncourt 1944 (exceptionnellement décerné en juin 1945). Il paraissait avoir de bonnes chances, mais la modestie de l'auteur lui fit redouter cette récompense. C'est Elsa Triolet qui l'emportera.

## Résumé

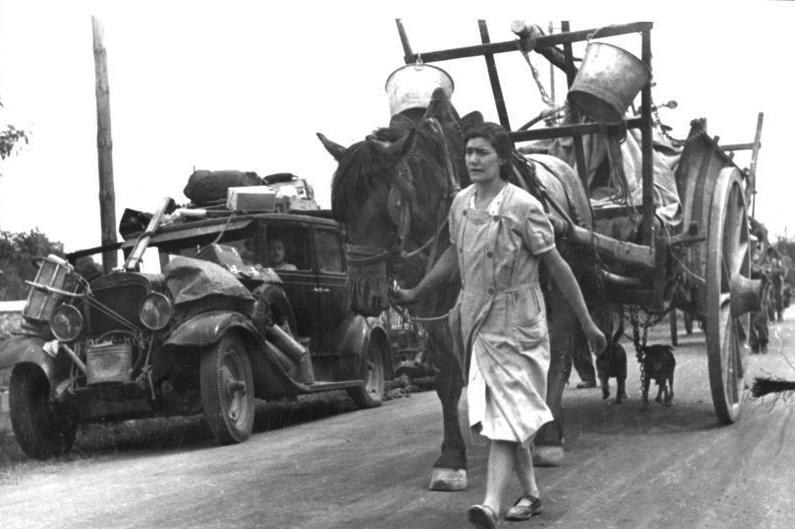
Après la défaite, l'exode.

Le récit se présente comme la relation des souvenirs d'un homme de guerre. Ter Korsakoff, un ancien cosaque, retrouve, au mois de juin 1940, deux anciens frères d'armes. Il a 50 ans. Son corps est couturé de cicatrices et brûlé de tous les feux de l'aventure. Ancien légionnaire, il aime, comme ses deux compagnons, par-dessus tout, la guerre et peut affirmer non sans complaisance : "Tout le long de mon chemin, j'ai jonché le sol de dépouilles." À eux trois, de nouveau, les circonstances de la défaite et de l'exode vont donner la joie cruelle de se battre et de plonger "jusqu'au coude dans les entrailles du destin". Et l'aventure renaît, dans l'exaltation sanglante et épique du combat de ces francs-tireurs contre l'envahisseur allemand. La mort sera au rendez-vous.